# Adewale Olukoju
Adewale Olukoju (* 27. Juli 1968 in Zaria) ist ein ehemaliger nigerianischer Diskuswerfer und Kugelstoßer.
1987 siegte er in beiden Disziplinen bei den Panafrikanischen Spielen in Nairobi. 1988 gewann er bei den Afrikameisterschaften in Annaba Gold im Diskuswurf und Bronze im Kugelstoßen. Bei den Olympischen Spielen in Seoul schied er im Diskuswurf in der Qualifikation aus.
Bei den Commonwealth Games 1990 in Auckland triumphierte er im Diskuswurf und holte Silber im Kugelstoßen. Im Jahr darauf siegte er im Diskuswurf bei der Universiade und wurde Elfter bei den Weltmeisterschaften in Tokio. Bei den Afrikaspielen in Kairo folgten Gold im Diskuswurf und Silber im Kugelstoßen.
Bei den Afrikameisterschaften 1992 in Belle Vue Maurel holte er seinen zweiten Titel im Diskuswurf und die Bronzemedaille im Kugelstoßen.
Bei der Universiade 1993 und den Commonwealth Games 1994 in Victoria errang er jeweils Silber im Diskuswurf. 1995 wurde er Sechster bei den Weltmeisterschaften in Tokio und siegte zum dritten Mal in Folge bei den Afrikaspielen. Bei den Olympischen Spielen 1996 in Atlanta kam er nicht über die erste Runde hinaus.

## Bestleistungen
- Kugelstoßen: 18,84 m, 3. März 1990, Los Angeles
  - Halle: 19,44 m, 2. März 1990, Kansas City
- Diskuswurf: 67,80 m, 11. Mai 1991, Modesto